# Isla Isabel (Chile)
Isla Isabel es una isla chilena, en el estrecho de Magallanes. Se encuentra cerca de las costas occidentales del estrecho a unos 3,5 km al este de la parte más estrecha de la península de Brunswick. La isla es famosa por ser el lugar donde se practicó por primera vez el pastoreo a gran escala en la Patagonia Austral.
Es servida por el aeródromo Marco Davison Bascur.